# Leir

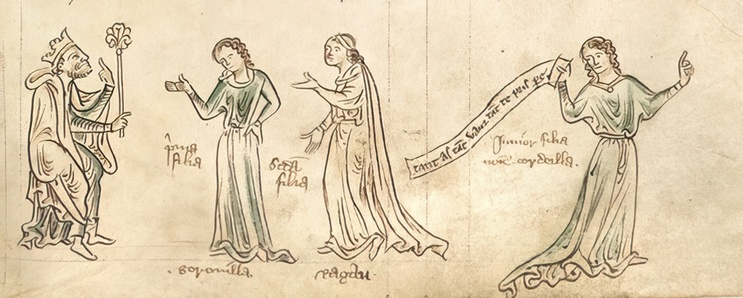
Kung Lear med sina döttrar, cirka 1250.

Leir (även Llyr och Lear) var en konung i den brittiska, keltiska mytologin.
Monmouth sägs vara den som gav den mytologiska gestalten Llyr namnet Leir.
Leir var liksom hjältarna i Arthursagan en av de brittiska sagofigurer som utgjorde ett omtyckt stoff för medeltidens diktare och historieskrivare. De medeltida källorna omtalar Leir som en ålderstigen britannisk kung, bedragen och förjagad av sina två äldre döttrar. Hans yngsta dotter, Cordeilla, som egentligen utgör sägnens huvudgestalt, har förskjutits av fadern men senare äktat frankerkungen, med vars hjälp Leir återtar sitt rike, som efter hans död regeras av Cordeilla, vilken, förrådd av sina systersöner begår självmord i fängelset. Leirsägnen framställs i flera versioner av medeltida krönikörer, omtalas i en britannisk krönika från 600-talet och förekommer senare i över 500 handskrifter på olika språk.
Den upptogs senare av en okänd författare i det elisabetenaska dramat och blev förebilden för Shakespeares drama Kung Lear.